# Prinzip der begrenzten Einzelermächtigung
Das Prinzip der begrenzten Einzelermächtigung besagt, dass die Europäische Union (EU) nur über diejenigen Zuständigkeiten (Befugnisse) verfügt, die ihr durch die Verträge, auf die sich die Union gründet, übertragen wurden. Die EU kann also nicht eigenmächtig Kompetenzen an sich ziehen, sie besitzt keine Kompetenz-Kompetenz. Jede Rechtsetzung der EU bedarf einer ausdrücklichen Grundlage in den Verträgen. Im Übrigen bleibt die Regelungsbefugnis bei den Mitgliedstaaten. 

## Bedeutung
Die Einzelstaaten kommen durch eine Ermächtigung in völkerrechtlichen Verträgen des primären Unionsrechts überein, auf die Ausübung von Hoheitsrechten zu verzichten und die unmittelbare innerstaatliche Wirkung von Akten der EU zuzulassen. In Deutschland findet diese „Übertragung“ in Art. 23 des Grundgesetzes ihre verfassungsrechtliche Legitimation; bevor dieser in Kraft trat, fand sie sie in Art. 24 Abs. 1 GG. Im Maastricht-Urteil vom 12. Oktober 1993 bestätigte das Bundesverfassungsgericht die Verfassungsmäßigkeit des deutschen Zustimmungsgesetzes zum Vertrag zur Gründung der Europäischen Union aufgrund Art. 23 und 24 GG.
Der Europäische Gerichtshof betonte bisher in seinen Entscheidungen immer die Geltung des Prinzips der begrenzten Einzelermächtigung. Allerdings legte er die in den Verträgen enthaltenen Ermächtigungen bislang regelmäßig zugunsten der Kompetenzen der Europäischen Union weit aus (Effet utile).
So wird das Prinzip der begrenzten Einzelermächtigung ergänzt durch die Implied-Powers-Doktrin. Diese besagt, dass die in den Verträgen vorgesehenen Kompetenznormen auch die Tatbestände erfassen, ohne die die Kompetenznormen nicht sinnvoll zur Anwendung gelangen können.
Im Rahmen der Ultra-vires-Kontrolle hat sich das Bundesverfassungsgericht in der Entscheidung vom 5. Mai 2020 die Prüfung vorbehalten, ob sich eine Maßnahme europäischer Organe, Einrichtungen oder sonstiger Stellen innerhalb der vom nationalen Gesetzgeber an die EU übertragenen Kompetenzen hält. Zur Lösung von Konflikten nationaler Verfassungsgerichte und des Europäischen Gerichtshofs über die Abgrenzung mitgliedstaatlicher und europäischer Befugnisse wird deshalb die Errichtung einer besonderen Entscheidungsinstanz, beispielsweise eines europäischen Kompetenzgerichtshofs diskutiert.

## Verteilung und Ausübung der Zuständigkeiten
Der Vertrag von Lissabon klärt die Verteilung der Zuständigkeiten zwischen der EU und den Mitgliedstaaten. Diese Zuständigkeiten sind in drei Hauptkategorien unterteilt:
- Ausschließliche Zuständigkeiten der EU (Art. 3 AEUV): Nur die EU kann in diesen Bereichen gesetzgeberisch tätig werden und verbindliche Rechtsakte erlassen. Die Mitgliedstaaten können nur dann selbst so verfahren, wenn die EU ihnen die Befugnisse erteilt, diese Rechtsakte umzusetzen.
- Geteilte Zuständigkeiten (Art. 4 AEUV): Die EU und ihre Mitgliedstaaten können Gesetze erlassen und verbindliche Rechtsakte beschließen. Die Mitgliedstaaten können ihre Zuständigkeit jedoch nur wahrnehmen, falls die EU ihre Zuständigkeit nicht ausübt bzw. entschieden hat, ihre eigene Zuständigkeit nicht auszuüben.
- Unterstützende Zuständigkeiten (Art. 6 AEUV): Die EU darf sich ausschließlich zur Unterstützung, Koordinierung oder Ergänzung der Maßnahmen der Mitgliedstaaten einbringen. Rechtsverbindliche EU-Rechtsakte bedingen nicht die Harmonisierung von Gesetzen oder Verordnungen der Mitgliedstaaten.

Für die Ausübung der Zuständigkeiten der EU gelten zwei grundlegende Prinzipien, die in Art. 5 des Vertrags über die Europäische Union (EUV) festgelegt sind:
- Verhältnismäßigkeit. Inhalt und Umfang der Maßnahmen der EU dürfen nicht über das zur Erreichung der Ziele der Verträge erforderliche Maß hinausgehen.
- Subsidiarität. In den Bereichen, die unter die geteilte Zuständigkeit fallen, darf die EU nur dann – und auch nur in dem Umfang – tätig werden, wenn das Ziel einer geplanten Maßnahme von den Mitgliedstaaten nicht angemessen erreicht werden kann, dies auf EU-Ebene aber durchaus erreichbar ist.